# Roulette (Fußball)
Die Roulette oder auch Mare turn, der 360, der MarEdona ist eine Finte im Fußball, die zur Verwirrung des gegnerischen Spielers führen soll. Dieser soll über die einzuschlagende Richtung des ballführenden Spielers getäuscht werden, mit dem Ziel, ihn in einer 1:1-Situation zu umgehen. Der Trick war in den 1980er Jahren sehr selten und wurde gelegentlich durch die argentinische Fußballlegende Diego Maradona gezeigt. Aus diesem Grunde findet sich gelegentlich die Bezeichnung MarEdona. Während der WM 1998 in Frankreich wandte der Star der französischen Mannschaft Zinedine Zidane ihn an. Vermutlich ist der Trick auch als Marseille-Turn (englisch) oder Ruleta marsellesa (spanisch) bekannt, weil Zidane das Fußballspielen auf den Straßen Marseilles erlernte. Weitere Bezeichnungen sind
Rolie Polie oder Piromare. Weitere Spieler, die den Trick anwendeten sind Alessandro Del Piero, Alex De Souza, Lionel Messi, Ronaldinho, Cristiano Ronaldo, Thierry Henry, Kaká, Karim Bellarabi oder Ronaldo.

## Ausführung
Die Roulette besteht im Wesentlichen aus drei Schritten: Die Vorlage mit dem Schussbein, die Körperdrehung und die Weiterführung mit dem Standbein. Der Trick kann im Stand oder im Laufen ausgeführt werden. Einige Spieler beginnen den Trick auch mit ihrem Standbein.

### Vorlage mit dem Schussbein
Der Spieler befindet sich ungefähr einen Schritt vom Ball entfernt. Der Spieler steigt leicht auf den Ball und zieht den Ball mit dem Fuß in die eigene Richtung, während beide Beine den Boden verlassen haben. Der Fuß darf dabei nur einen kurzen Augenblick Kontakt mit dem Ball haben.

### Körperdrehung
Die Körperdrehung und des Weiterführen des Balles in die eigene Richtung müssen gleichzeitig erfolgen, wenn dies erfolgt, hat sich der Spieler um 180° gedreht.

### Weiterführung mit dem Standbein
Der Spieler vollzieht die Drehung nun komplett (also insgesamt um 360°). Sein Standbein berührt wieder den Boden und mit dem Schussbein zieht der Spieler den Ball weiter in seine Laufrichtung. Idealerweise hat er den Gegenspieler eine bis zwei Schritte hinter sich gelassen.

## Anwendung und Effektivität
Der Trick dient der Verwirrung und Überwindung des Gegenspielers. Wie die meisten Finten ist es ratsam, dies weit in der gegnerischen Hälfte auszuführen.
Wenn der ausführende Spieler in der Lage ist, diesen Trick bei hoher Geschwindigkeit auszuführen, ist es für den Gegenspieler nahezu unmöglich, den Ausführenden einzuholen. Der Gegenspieler kann während der Ausführung versuchen, den Ausführenden durch hartes Tackling aus der Balance zu bringen. Einer der Gründe dafür, dass Zidane und Maradona den Trick ausführen konnten, war ihre extrem gute Balance.

## Varianten
Franck Ribéry und Aiden McGeady haben leichte Abwandlungen des Tricks angewendet, wobei der Ball schon in der ersten Phase weiter nach vorne gezogen wird. Die dritte Phase beschränkt sich damit auf die Mitnahme des Balles.